# Черчилль, Уард
Уард Черчилль (англ. Ward LeRoy Churchill, р. 2 октября 1947 года, Эрбана, Иллинойс) — американский писатель и политический активист движения американских индейцев. Будучи лицом неясного этнического происхождения, на протяжении многих лет он позиционировал себя как человек с индейскими корнями, указывая на то что его формально приняли в одну из групп племени криков, проживающих в Оклахоме. Некоторые индейские активисты осудили его за то что он сделал карьеру на эксплуатации модной темы индейского активизма .

## Биография
Окончил Sangamon State University (1975) по специальности коммуникация и средства массовой информации со степенью магистра.
В 1990—2007 годах — профессор этнических исследований в Колорадском университете в Боулдере.
Был уволен с должности профессора в 2007 году после публикации эссе, в котором назвал жертв терактов 11 сентября «маленькими Эйхманами», имея в виду Адольфа Эйхмана, одного из организаторов Холокоста. Профессор описал теракт в Нью-Йорке как возмездие за агрессивную внешнюю политику США, «направленную на геноцид. Формальным предлогом для увольнения была его фиктивная индейская идентичность, которую активист культивировал на протяжении многих лет, и низкое качество его научных работ.
В 2009 году жюри присяжных в Денвере признало незаконным его увольнение, однако затем Денверский окружной суд постановил, что университет не обязан вновь принимать уволенного профессора на работу, вуз обязали лишь выплатить ему символическую компенсацию в размере 1 доллара. Верховный суд штата Колорадо в сентябре 2012 года отклонил апелляцию Черчилля, потребовавшего, чтобы его вновь взяли на работу в университет. Адвокат Черчилля заявил, что его клиент намерен обжаловать это решение в Верховном суде США.